# L2K
L2K (bend/projekat) je dvojac iz Leskovca koga su 2005. godine pokrenula braća Stojičić (Vladislav i Slobodan - L FREE).
Privlače pažnju 2009. godine sa numerom „Slamčica" koju su uradili sa bendom Repetitor i koja se je našla na kompilaciji Leskovačkih bendova „Jedan korak napred", kao i na prvoj poziciji radija B92 (emisija Pop mašina).
2012. godine sarađuju sa beogradskom reperkom Sajsi MC u numeri „Đesika", pesmi koja govori o ljubavi na prazan stomak. Takođe su iste godine izbacili i EP dosadašnjeg rada sa imenom: Larpurlatizam to Kakofonija (2005 - 2012).
2013. izlazi i Ex-Yu saradnja pod nazivom „Početak" sa bendovima: Iskaz (Pančevo), Nipplepeople (Zagreb) i Gušti (Ljubljana), koja je svoju premijeru imala na MTV.
Slobodan Stojičić - L FREE pored L2K ima i svoj producentsko-dj projekat „Butaj Đuture" gde mixa razne muzičke pravce bez ograničenja, a takođe je 2010. godine snimio i pesmu „Mali čovek".
Pored benda braća Stojičić od 2005. godine vode i radijsku emisiju „Provera Mikrofona" koja se emituje svake nedelje na Radiju 016.